# 蒍呂臣
蒍呂臣（？—？），芈姓，蒍氏，名呂臣，字子皮，中国春秋时期楚国的令尹。薳章的儿子。
前632年，城濮之战之后，楚国令尹成得臣（子玉）自杀，蒍吕臣为令尹。晋文公很高兴，说没有人危害晋国了。蒍吕臣做令尹，只能奉养自己，不能为百姓着想。根据杜预的《春秋经传集解》，蒍吕臣的儿子是蒍贾，孙子是蒍艾猎（孙叔敖）。